# Abraham Rydbergs stiftelse

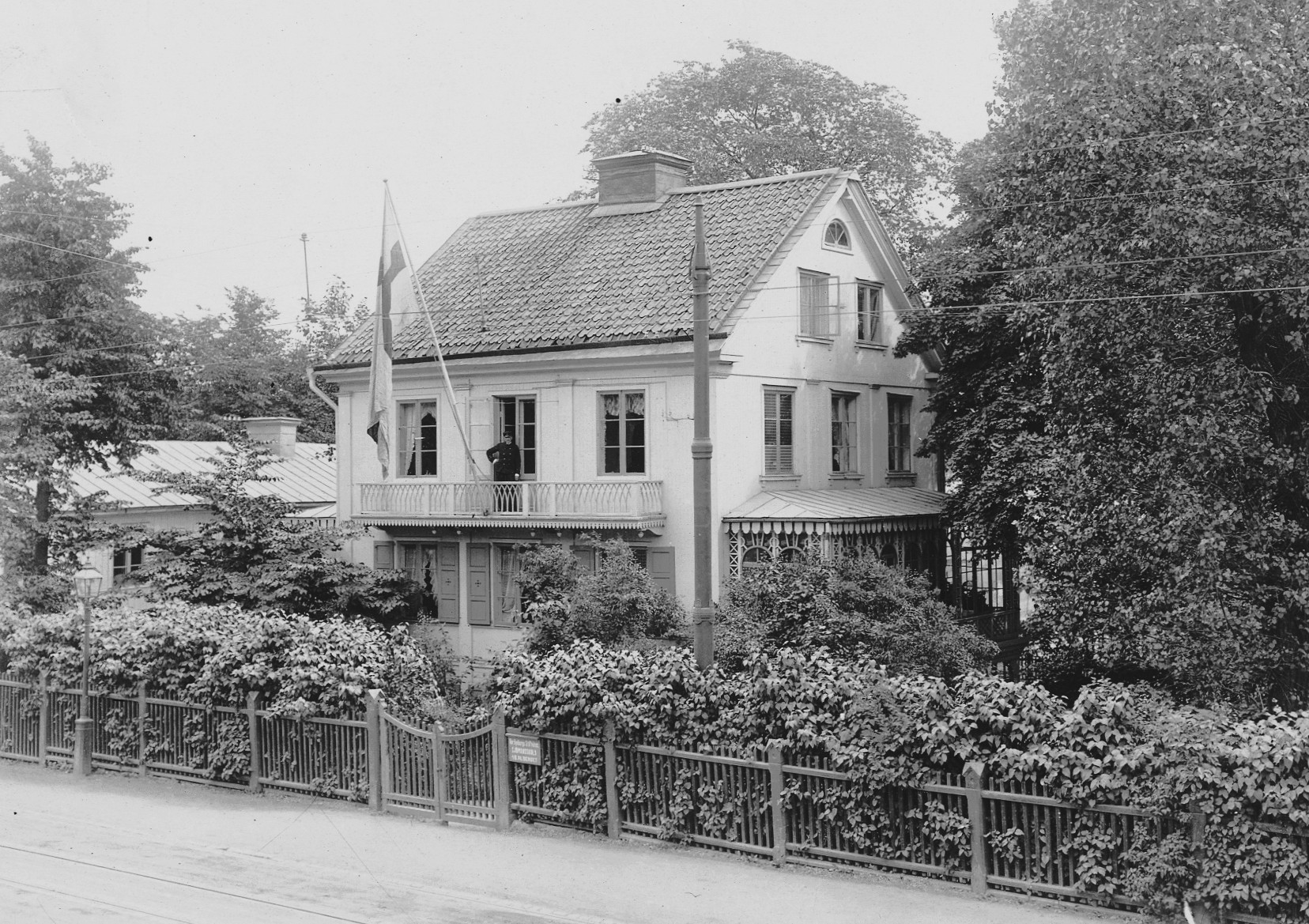
Alberget 4B, 1910-tal.

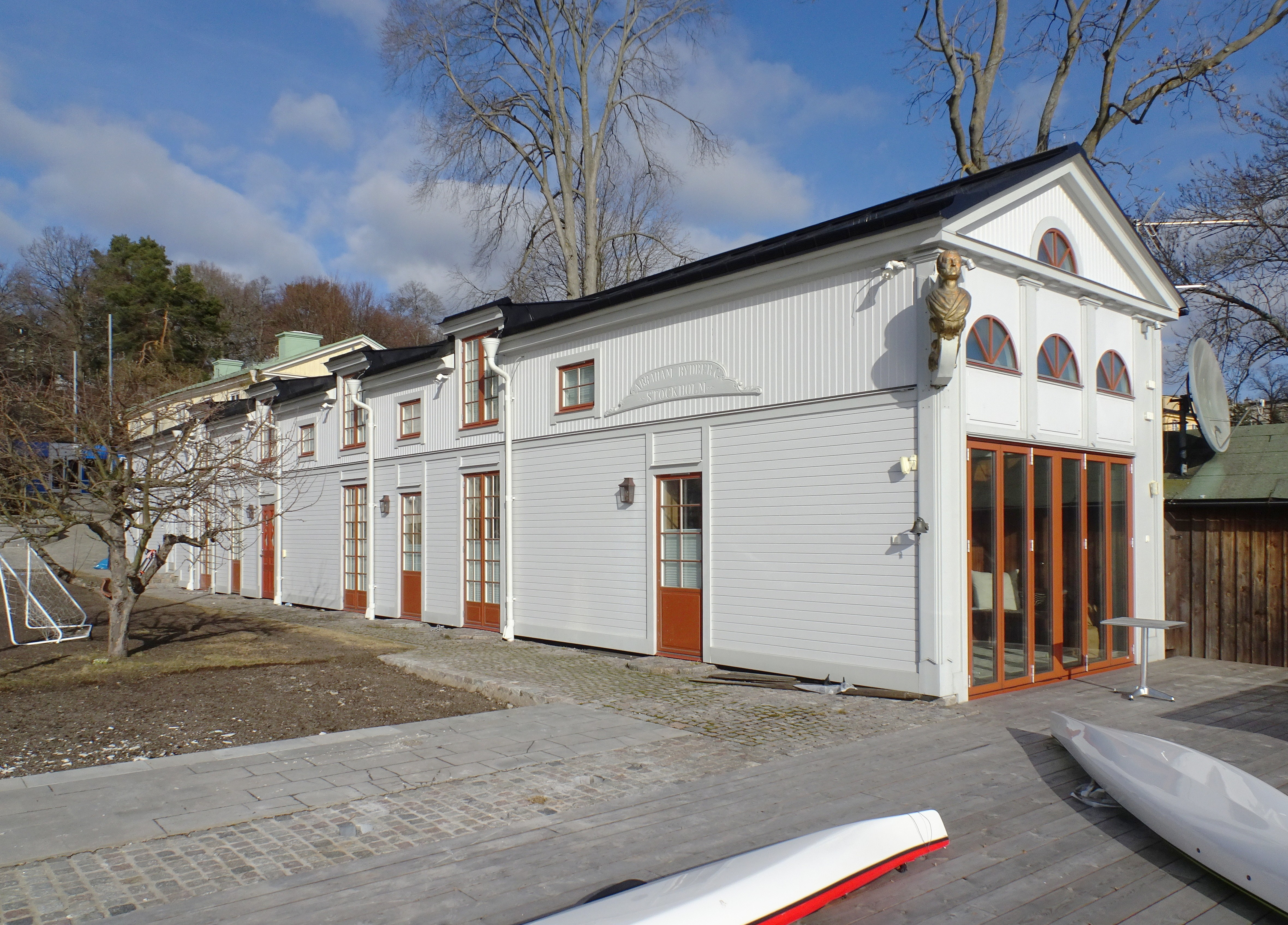
Alberget 4B, Djurgårdsvägen 136, gårdsbyggnad "Abraham Rydberg Stockholm", mars 2017.

Abraham Rydbergs stiftelse "till danande av skickliga sjömän i det praktiska sjömansyrket", stadfästes 1850 efter en donation om 150 000 riksdaler banco av grosshandlaren Abraham Rydberg. Med stiftelsens medel avsåg donatorn att en sjömansskola skulle anordnas ombord i ett särskilt inrättat skolfartyg, där eleverna genom praktisk utbildning skulle förberedas för inträde i sjöbefälsskola. 

## Historik
Från grundandet fram till 1890-talet fanns stiftelsens hemmahamn vid nuvarande Strandvägen i Stockholm. När rivningarna för det nya Östermalm började dra fram runt 1890, flyttades hemmahamnen till Alberget 4B (dagens Djurgårdsvägen 136) på Södra Djurgården. På Alberget inrättades såväl kaptensbostad och gymnastiksal som tross- och segelbodar. Stiftelsens skepp låg förtöjt i vattnet nedanför skolan, och sjömanseleverna var förlagda på skeppet. 
Nils Ferlin gick igenom sjömansutbildning här 1915. Under åren 1910-1935 gjordes flera långresor med stiftelsens skepp, bl.a. till Australien och Västindien. Stiftelsen fanns kvar på platsen fram till 1930-talet, då skolfartygsverksamheten i egen regi avvecklades. Ännu idag disponerar stiftelsen dock ett rum i en av byggnaderna. 
Stiftelsen förvaltas av en direktion bestående av högst nio ledamöter, av vilka minst två skall vara skeppredare och minst två sjökaptener etc. Stiftelsen har ägt fem skolfartyg: först briggen Carl Johan, därpå tre med namnet Abraham Rydberg och sist skonerten Sunbeam (efter försäljning ändrades namnet till Flying Clipper). Under efterkrigstiden har stiftelsen upprätthållit sin verksamhet genom inhyrning av marinens övningsskonerter HMS Gladan och HMS Falken samt genom att hyra in elever ombord på det danska skolfartyget Georg Stage.